# Боттіно (Північна Дакота)
Боттіно (англ. Bottineau) — місто (англ. city) в США, в окрузі Боттіно штату Північна Дакота. Населення — 2194 особи (2020).  Станом на 2013 рік, чисельність населення становила 2341 особа. Розташоване за 225 км на північ від столиці штату Північна Дакота, міста Бісмарк.

## Географія
Боттіно розташоване за координатами 48°49′30″ пн. ш. 100°26′38″ зх. д. / 48.82500° пн. ш. 100.44389° зх. д. (48.824962, -100.443944).  За даними Бюро перепису населення США в 2010 році місто мало площу 2,82 км², уся площа — суходіл. В 2017 році площа становила 2,99 км², уся площа — суходіл.

### Клімат
Клімат вологий континентальний, з теплим літом та холодною зимою.
| Клімат : Боттіно      | Клімат : Боттіно | Клімат : Боттіно | Клімат : Боттіно | Клімат : Боттіно | Клімат : Боттіно | Клімат : Боттіно | Клімат : Боттіно | Клімат : Боттіно | Клімат : Боттіно | Клімат : Боттіно | Клімат : Боттіно | Клімат : Боттіно | Клімат : Боттіно |
| Показник              | Січ.             | Лют.             | Бер.             | Квіт.            | Трав.            | Черв.            | Лип.             | Серп.            | Вер.             | Жовт.            | Лист.            | Груд.            | Рік              |
| Середній максимум, °C | −9,1             | −6,2             | 0,7              | 11,7             | 18,6             | 23,3             | 26,4             | 26,3             | 20,2             | 11,7             | 1,1              | −7,2             | 9,8              |
| Середній мінімум, °C  | −20,2            | −17,3            | −9,8             | −1,7             | 4,9              | 10,4             | 13,0             | 11,8             | 6,0              | −1,4             | −9,3             | −17,4            | −2,6             |
| Норма опадів, мм      | 12               | 10               | 20               | 25               | 61               | 91               | 69               | 61               | 38               | 34               | 18               | 14               | 454              |
| --------------------- | ---------------- | ---------------- | ---------------- | ---------------- | ---------------- | ---------------- | ---------------- | ---------------- | ---------------- | ---------------- | ---------------- | ---------------- | ---------------- |
| Джерело: NOAA         |                  |                  |                  |                  |                  |                  |                  |                  |                  |                  |                  |                  |                  |

## Демографія
Згідно з переписом 2010 року, у місті мешкало 2211 осіб у 972 домогосподарствах у складі 538 родин. Густота населення становила 783 особи/км².  Було 1085 помешкань (384/км²).
Расовий склад населення:
| - 92,4 % — білих - 4,1 % — корінних американців - 0,7 % — чорних або афроамериканців - 0,5 % — азіатів |

До двох чи більше рас належало 2,2 %. Частка іспаномовних становила 1,4 % від усіх жителів.
За віковим діапазоном населення розподілялося таким чином: 18,1 % — особи молодші 18 років, 57,2 % — особи у віці 18—64 років, 24,7 % — особи у віці 65 років та старші. Медіана віку мешканця становила 44,9 року. На 100 осіб жіночої статі у місті припадало 95,5 чоловіків;  на 100 жінок у віці від 18 років та старших — 91,0 чоловіків також старших 18 років.
Середній дохід на одне домашнє господарство  становив 72 613 долари США (медіана — 41 765), а середній дохід на одну сім'ю — 104 541 долар (медіана — 76 563). Медіана доходів становила 43 269 доларів для чоловіків та 30 250 доларів для жінок. За межею бідності перебувало 6,1 % осіб, у тому числі 0,0 % дітей у віці до 18 років та 8,5 % осіб у віці 65 років та старших.
Цивільне працевлаштоване населення становило 1119 осіб. Основні галузі зайнятості: освіта, охорона здоров'я та соціальна допомога — 31,0 %, роздрібна торгівля — 15,7 %, будівництво — 9,7 %, науковці, спеціалісти, менеджери — 7,8 %.